# SCARLET (英国のバンド)
スカーレット（Scarlet）は、イギリスの女性3人組のポップロック・インディーポップ・ソフトロック・バンド。1992年に結成し、1993年にWEAと契約してデビュー。

## メンバー
- Cheryl Parker
- Jo Youle
- Joanna Fox

## ディスコグラフィ

### アルバム[1]
- Naked (1995) – UK No. 59
- Chemistry (1996)

### シングル[1]
- "Piccadilly in the Rain (I'll Be There)" (1992)
- "Shine on Me Now" (1992)
- "I Really Like the Idea" (1994)
- "en:Independent Love Song" (1995) – UK No. 12
- "I Wanna Be Free (To Be with Him)" (1995) – UK No. 21
- "Love Hangover" (1995) – UK No. 54
- "Bad Girl" (1996) – UK No. 54

## 公式サイト
- Fan site

| スタブアイコン | サブスタブ | この項目は、まだ閲覧者の調べものの参照としては役立たない、音楽関係者（バンド等）に関連した書きかけの項目です。この項目を加筆・訂正などしてくださる協力者を求めています（P:音楽/PJ:芸能人）。 |